# Jonas Brothers (musikalbum)
Jonas Brothers är det självbetitlade albumet av gruppen Jonas Brothers och är dess andra studioalbum som släpptes den 7 augusti 2007 i USA. Skivan såldes i 69000 exemplar första veckan och nu idag så har den sålts i cirka 1,6 miljoner exemplar. Skivan släpptes inte förrän den 25 juni 2008 i Sverige.

## Tracklista
1. S.O.S. — 2:33
2. Hold On — 2:45
3. Goodnight And Goodbye — 2:31
4. That's Just The Way We Roll — 2:53
5. Hello Beautiful — 2:29
6. Still In Love With Love You — 3:10
7. Australia — 3:33
8. Games — 3:21
9. When You Look Me In The Eyes — 4:09
10. Inseparable — 2:50
11. Just Friends — 3:07
12. Hollywood — 2:49
13. Year 3000 (Bonus Track) — 3:19
14. Kids of The Future (Bonus Track) — 3:10
15. Take A Breath (Bonus Track) — 3:19

## CD-singlar
- Kids of The Future
- Hold On
- S.O.S.
- When You Look Me In The Eyes